# جاده ناامیدی
جاده ناامیدی (به انگلیسی: Desperation Road) یک فیلم اکشن، جنایی، درام و دلهره‌آور آمریکایی محصول سال ۲۰۲۳ به نویسندگی مایکل فاریس اسمیت و کارگردانی نادین کروکر با بازی گرت هدلند، ویلا فیتزجرالد، رایان هرست، مل گیبسون، پائولینا گالوس، شایلو فرناندز و الا توماس است.
این فیلم در ۶ اکتبر ۲۰۲۳ در سینماهای منتخب و فرمت دیجیتال منتشر شد.

## داستان
پس از ۱۱ سال در زندان ایالتی میسیسیپی، راسل گینز تلاش می‌کند تا گناهان گذشته خود را پشت سر گذاشته و به خانه نزد پدر خود، میچل بازگردد. در این میان در یک شب سرنوشت‌ساز، راسل با مابن روبرو می‌شود، مادر جوانی که چیزی جز یک اسلحه دزدیده شده و قتل معاون پلیسی که به گردش افتاده است، ندارد. حال راسل و مابن، ناامیدانه باید به یکدیگر اعتماد کرده تا از این شرایط دشوار عبور کنند اما …

## تولید
در اکتبر ۲۰۲۲، اعلام شد که هدلند و گیبسون در این فیلم نقش آفرینی کردند. در نوامبر ۲۰۲۲، اعلام شد که فیتزجرالد برای این فیلم انتخاب شده است. بعداً، در نوامبر ۲۰۲۲، اعلام شد که فاستر برای بازی در این فیلم انتخاب شده است. در فوریه ۲۰۲۳، اولین تصویر از فیلم فاش شد که تأیید می‌کرد که تولید فیلم شروع شده است.

## بازخوردها
- در راتن تومیتوز بر اساس رای ۱۵ منتقد این فیلم دارای امتیاز ۶٫۳ از ۱۰ می‌باشد.
- در بانک اطلاعات اینترنتی فیلم‌ها این فیلم بر اساس نظرات ۴۳۰۰ کاربر (تا ۲۷ نوامبر ۲۰۲۴) نمره ۵٫۸ از ۱۰ را دریافت کرد.